# Claus Grimm (Kunsthistoriker)
Claus Grimm (* 22. November 1940) ist ein deutscher Kunsthistoriker. Von der Neugründung 1983 bis 2007 war er Direktor des Hauses der Bayerischen Geschichte in Augsburg.

## Leben
Claus Grimm ist der Sohn des Historikers Claus Grimm (1904–1987), der in Lindau als Gymnasiallehrer und Archivar wirkte. Claus Grimm studierte in Marburg und München Geschichte und Kunstgeschichte. Nach seiner Promotion in Kunstgeschichte (Monographie über Frans Hals) 1969, einem Volontariat an den Münchner staatlichen Museen und der Habilitation im Fach Soziologie 1978 (Der Wandel der Bildfunktionen. Eine soziologische Deutung von „Kunst“) nahm er als Privatdozent Lehraufträge an den Universitäten Stuttgart, Augsburg und München wahr. Von 1972 bis 1991 war Claus Grimm leitender Redakteur der Zeitschrift „Maltechnik/Restauro“. 1984 erfolgte der Ruf als Professor an die Universität Konstanz. 1990 wurde er zum außerplanmäßigen Professor an der Universität München ernannt.

## Wirken
Schwerpunkt seiner beruflichen Tätigkeit war die Leitung des Hauses der Bayerischen Geschichte, als dessen erster Direktor er 1983 bestellt wurde. Seit 1984 veranstaltet das Haus der Bayerischen Geschichte jährlich Schwerpunktausstellungen – seit 1990 als Bayerische Landesausstellung –, in denen die kulturelle Vielfalt Bayerns in allen seinen Landesteilen – Oberbayern, Niederbayern, Schwaben, Franken, Oberpfalz – und die Einbettung der Geschichte Bayerns in den Kontext europäischer Geschichte dargestellt wird. Unter Grimm profilierte sich das Haus gemäß seiner in der Satzung formulierten Aufgabe, „die geschichtliche und kulturelle Vielfalt Bayerns allen Bevölkerungsschichten, vor allem der jungen Generation, in allen Landesteilen zugänglich zu machen“, insbesondere mit Wanderausstellungen in allen Regierungsbezirken, mit Tagungen wie den 1989 etablierten jährlichen „EDV-Tagen Theuern“, mit wissenschaftlichen Symposien, Kolloquien und Vorträgen. Mit einem Team aus Historikern, Kunsthistorikern, Pädagogen, Ausstellungsgestaltern bearbeitete Grimm ein breites Themenspektrum. Dabei kamen bis dahin wenig beachtete Aspekte sowohl der Kultur- und Sozialgeschichte wie der Zeitgeschichte erstmals im Medium Ausstellung zur Darstellung. Claus Grimm begründete die Reihe „Veröffentlichungen zur Bayerischen Geschichte und Kultur“, in der 70 Ausstellungskataloge/Aufsatzbände erschienen (Stand 2021) sowie die Reihe „Hefte zur Bayerischen Geschichte und Kultur“, in der von 1985 bis 2009 insgesamt 39 Themenhefte publiziert wurden.
Für seinen Einsatz in der Darstellung von Geschichte, Kunst- und Kulturgeschichte Bayerns wurde Claus Grimm 2006 mit dem Bayerischen Verdienstorden ausgezeichnet.